# Hermann Höfle (SS-Sturmbannführer)
Hermann Julius Höfle, född 19 juni 1911 i Salzburg, död 21 augusti 1962 i Wien, var en österrikisk SS-Sturmbannführer. Höfle var ställföreträdare för Odilo Globocnik, chef för förintelseprogrammet Operation Reinhard, planen att förinta Generalguvernementets judar.

## Biografi

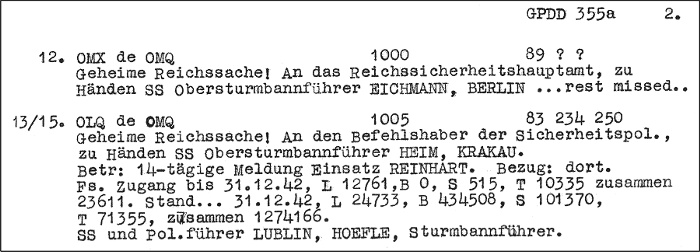
Telegram från Hermann Höfle den 11 januari 1943. Telegrammet, som till viss del dekrypterades av de allierade, innehåller en uppräkning av antalet mördade i förintelselägren inom Operation Reinhard.

Hermann Höfle föddes i Salzburg 1911. Han inträdde i NSDAP 1933 och strax därefter i SS. Höfle var bilmekaniker till yrket och förestod ett taxiföretag i Salzburg. Höfle tog aktiv del i Kristallnatten 1938, då judiska butiker och synagogor förstördes och judar fördes till koncentrationsläger. Höfle gjorde intryck på Adolf Eichmann och sändes till officersskolan i Dachau.

### Andra världskriget
Under andra världskriget var Höfle en av arkitekterna bakom Operation Reinhard, förintelsen av Generalguvernementets judar och tjänade som stabschef hos Odilo Globocnik i distriktet Lublin. Höfle organiserade bland annat deportationerna till förintelselägret Bełżec. Höfle avtvingade samtliga tjänstemän inom Operation Reinhard skriftligt tystnadslöfte.
Han deltog aktivt i Aktion Erntefest i november 1943, likvideringen av lägren Trawniki, Poniatowa och Majdanek, samtliga belägna i Lublindistriktet i Generalguvernementet.

### Efter andra världskriget
Den 31 maj 1945 greps Höfle tillsammans med bland andra Globocnik, Georg Michalsen och Ernst Lerch av allierade soldater i ett gömställe i Mösslacher Alm nära sjön Weissensee i Kärnten. Senare samma dag blev Höfle vittne till Globocniks självmord i Paternion.
Höfle förblev i brittisk fångenskap till 1947 då han överlämnades till österrikiska myndigheter, som frigav honom. Året därpå kom det till Höfles kännedom att Polen begärde honom utlämnad. Han flydde då till Italien, där han uppehöll sig till mars 1951, då han via Österrike försökte ta sig in i Tyskland. Han greps vid gränsen och förklarade senare för tyska myndigheter att han flytt för att han hade fruktat att bli kidnappad och utlämnad till Polen. Höfle erhöll västtyska identitetshandlingar och tilläts slå sig ned i Bayern.
Höfle arresterades på nytt 1961 i väntan på rättegång. Höfle begick självmord genom att hänga sig i sin cell i Wien i augusti 1962.